# Haidong
Haidong (Forenklet kinesisk: 海东; traditionel kinesisk: 海東; pinyin: Hǎidōng; Wade-Giles: Hǎi-tūng) er et præfektur i provinsen Qinghai i Folkerepublikken Kina.
Det ligger ved provinsens østgrænse, og grænser i øst til provinsen Gansu, og mod syd til den Gule Flod. Det har et areal på 13.161 km² og en befolkning på 1.560.000 mennesker. Dermed er det den tættest befolkede del af Qinghai, med næsten en tredjedel af befolkningen (men kun to procent af arealet).

## Administrative enheder
Præfekturet Haidong har jurisdiktion over 2 amter (县 xiàn) og 4 autonome amter (自治县 zìzhìxiàn).
| Kort              | #                                    | Navn               | Hanzi                      | Pinyin  | Befolkning (2003 est.) | Areal (km²) | Indb./km² |
| ----------------- | ------------------------------------ | ------------------ | -------------------------- | ------- | ---------------------- | ----------- | --------- |
| Kort over Haidong |                                      |                    |                            |         |                        |             |           |
| Amter             |                                      |                    |                            |         |                        |             |           |
| 1                 | Ping'an                              | 平安县             | Píng'ān Xiàn               | 110.000 | 750                    | 147         |           |
| 2                 | Ledu                                 | 乐都县             | Lèdū Xiàn                  | 280.000 | 2.821                  | 99          |           |
| Autonome amter    |                                      |                    |                            |         |                        |             |           |
| 3                 | Minhe (For Huikinesere og tu-folket) | 民和回族土族自治县 | Mínhé Huízú Tǔzú Zìzhìxiàn | 370.000 | 1.780                  | 208         |           |
| 4                 | Huzhu (For tu-folket)                | 互助土族自治县     | Hùzhù Tǔzú Zìzhìxiàn       | 370.000 | 3.321                  | 111         |           |
| 5                 | Hualong (For Hui-kinesere)           | 化隆回族自治县     | Huàlóng Huízú Zìzhìxiàn    | 230.000 | 2.740                  | 84          |           |
| 6                 | Xunhua (For salarene)                | 循化撒拉族自治县   | Xúnhuà Sǎlāzú Zìzhìxiàn    | 110.000 | 1.749                  | 63          |           |